# Maximus af Schultén
Maximus Widekind af Schultén, född 21 september 1847 i Helsingfors, död där 13 maj 1899, var en finländsk friherre och kirurg.

## Biografi
af Schultén var son till Otto Reinhold af Schultén, bror till Hugo och August Benjamin af Schultén samt far till Marius af Schultén.
Schultén blev 1865 student, 1876 medicine licentiat och 1881 medicine doktor. Han förordnades 1878 till docent i kirurgi samt utnämndes 1883 till extra ordinarie och 1892 till ordinarie professor i kirurgi vid Helsingfors universitet. En svår sjukdom avbröt 1898 hans verksamhet. 
Han började sin vetenskapliga bana med en monografi över Ankylos af underkäken och dess behandling (1878); därpå följde en framställning av en av honom tillsammans med Carl August Lundström utarbetad metod att iaktta ögonbottnen under stor förstoring (1880), vilken metod av Schultén i stor utsträckning begagnades vid hans i många hänseenden framstående specimen för professuren i kirurgi Experimentela och kliniska undersökningar beträffande hjernskador och deras inflytande på ögats cirkulationsförhållanden (1882). Vidare utgav han en lång rad av meddelanden över olika frågor inom kirurgin, såsom en metod att ersätta defekter i ena läppen genom stycken ur den andra (1894), om fyllande av benhålor i tibia, femur och humerus (1896, 1897), om Pagets sjukdom (1893), om den radikala behandlingen av bråck (1896, 1898) med mera.
af Schultén hade stort intresse för samverkan mellan Nordens läkare och vid Nordisk kirurgisk förenings konstituerande möte utarbetade han programmet för dess verksamhet (1892). Han deltog som representant för sin ätt i alla lantdagar från och med 1882.
Hustrun Anna af Schulten (född Brunou) grundade Barnavårdsföreningen i Finland år 1893.

## Utmärkelser
- Sankt Stanislausorden, andra klassen,  1885[3]
- Riddare av Nordstjärneorden,  1897[3]

[Redigera Wikidata]